# Halles de Plouescat
Les halles de Plouescat sont un monument civil situé à Plouescat, en France.

## Généralités
Les halles sont situées place du général de Gaulle, au centre de Plouescat, dans le Finistère, en région Bretagne, en France. Ces halles ont la particularité d'être les seules à pans de bois dans le Finistère.

## Historique
Les halles datent du XVIe siècle et ont été érigées sous l'ordre du seigneur de Kerouzéré, un noble local. Elles abritent au fil du temps divers marchés et foires ; à l'étage deux chambres existaient : la justice seigneuriale était rendu et un espace, possiblement de stockage était présent. Ces chambres ont aujourd'hui disparu.
Les halles sont vendues comme bien national à la Révolution, puis rachetées par un particulier, puis rachetées par la mairie en 1822.
Elles sont classées au titre des monuments historiques par arrêté du 18 juin 1915 et ont été rénovées en 2012.

## Description
Le bâtiment a une architecture impressionnante : 40 poteaux en chêne supportent un toit couvert d'ardoise. La surface au sol est de 300 mètres carrés.
Une plaque de cuivre datée de 1758 énonce les droits de foires et marchés de Plouescat.

## Galerie

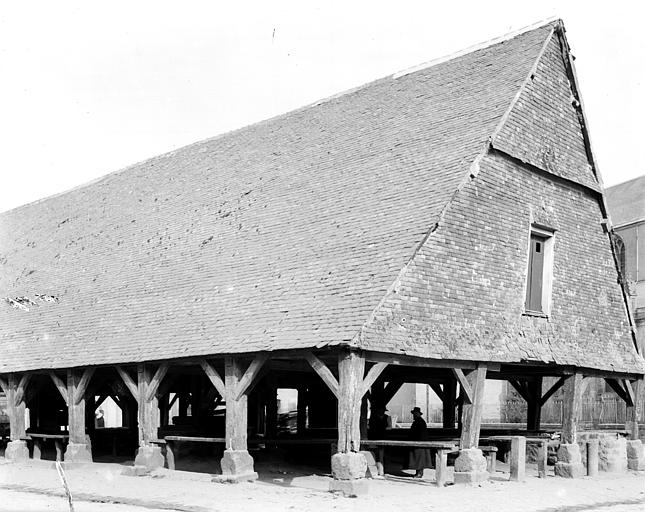
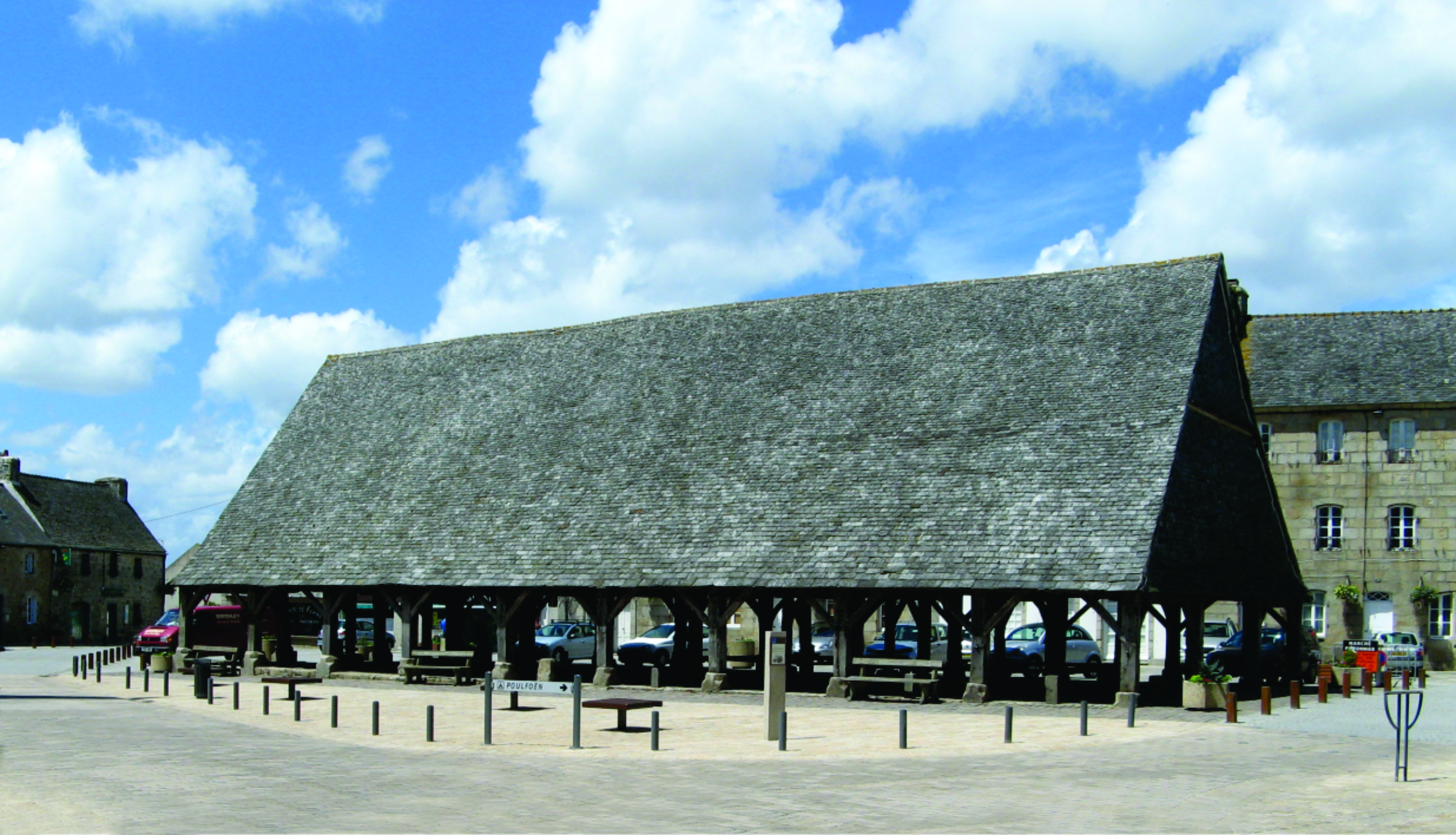
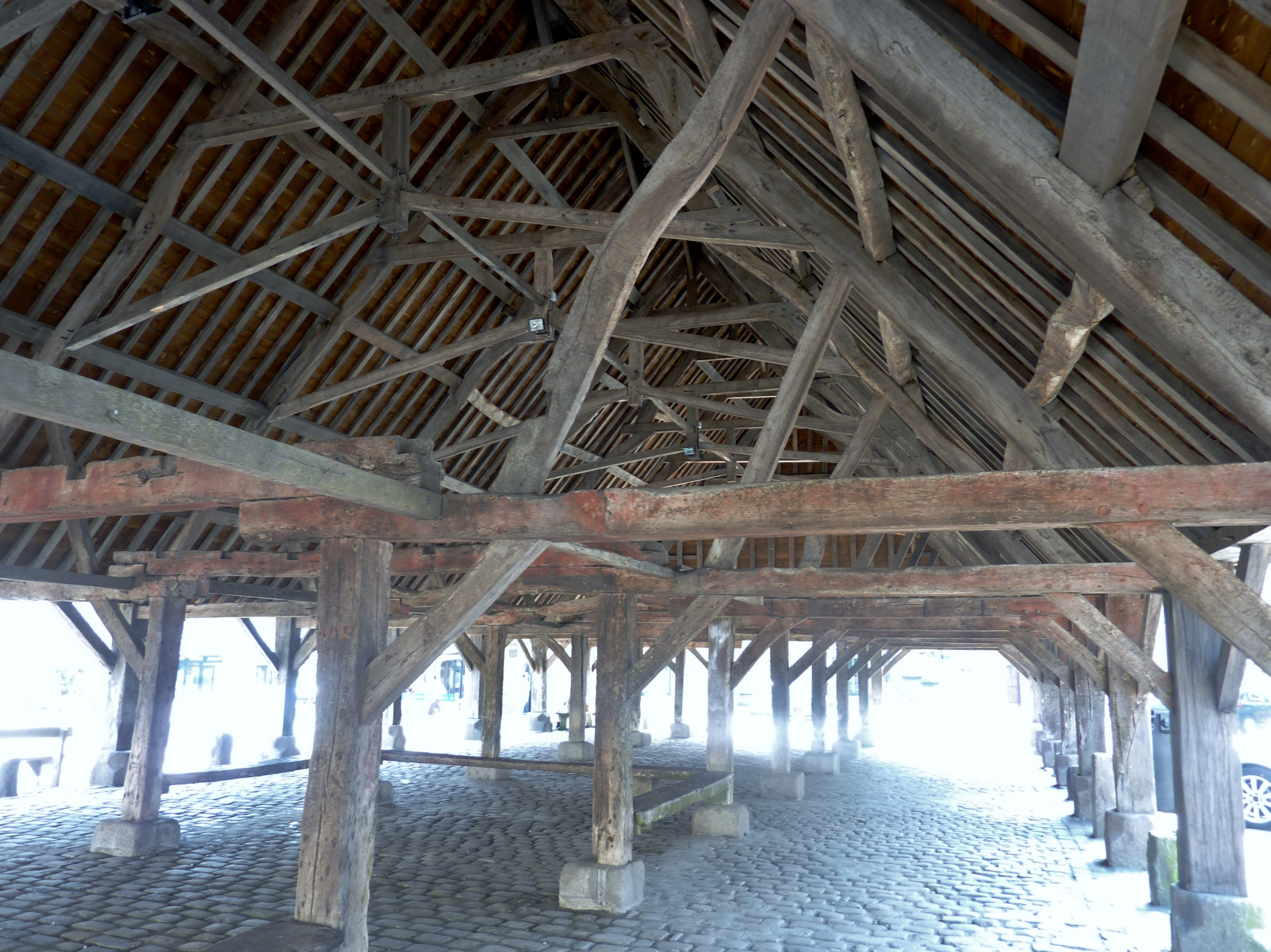